# Belém, Alagoas
Belém este un oraș în statul Alagoas (AL) din Brazilia.